# Lake Sylvan
Der Lake Sylvan ist ein See im Queenstown-Lakes District der Region Otago auf der Südinsel von Neuseeland.

## Geographie
Der rund 50 Hektar große Lake Sylvan befindet sich westlich des Dart River/Te Awa Whakatipu und rund 15 km nördlich dessen Mündung in den Lake Wakatipu. Der See besitzt eine Länge von rund 1,1 km bei einer Nordnordwest-Südsüdost-Ausrichtung. An seiner breitesten Stelle misst das Gewässer, dass sich auf einer Höhe von rund 370 m befindet, rund 650 m. Gespeist wird der See an seiner nördlichen Seite durch einen kleinen Bach und entwässert durch einen ähnlich großen Bach an seiner Südseite. Der Bach mündet rund 2,3 km weiter südlich in den Dart River/Te Awa Whakatipu.

## Wanderwege
Zu erreichen ist der Lake Sylvan vom südlich liegenden Sylvan Campsite über den nach nordnordöstlich verlaufenden Lake Sylvan Walk, der an des Sees südöstlichen Ende führt. Von dort aus zweigt der Lake Sylvan – Rockburn Track entlang der Ostseite des Sees nach Norden ab. Bis zum See müssen rund 1 Stunde und 40 Minuten Gehzeit veranschlagt werden.